# Šajeni
Šajeni (angl. Cheyenne so algonkinsko ljudstvo, staroselci Severne Amerike . Govorijo jezik Cheyenne, ki spada v prerijsko skupino algonkinskih jezikov . V času prvih stikov z Evropejci sredi 17. st. stoletju so bili naseljeni na ozemlju današnje ameriške zvezne države Minnesota . V začetku 18. stol. V 19. stoletju so zapustili območje in se naselili na območjih zahodno od reke Mississippi, v današnjih zveznih državah Severna Dakota in Južna Dakota. V 19. stoletju so jih Američani izgnali v rezervate.
Severni Šajeni danes živijo v rezervatu v jugovzhodni Montani . Pleme je 2014. imela 10.840 članov, od tega jih 4.939 živi v rezervatu. Približno 91 % prebivalstva rezervata Northern Cheyenne je Indijancev, od tega 72,8 % Cheyennov. Nekaj več kot 25 % prebivalstva govori jezik, ki ni angleščina. 
Južni Šajeni danes živijo skupaj z Southern Arapaho v skupnem rezervatu v zahodni Oklahomi . Skupno število južnih Šajenov in južnih Arapahov je 12.130.   Od tega števila se je okoli 8.000 leta 2003 opredelilo za Šajene.

## Zgodovina
V času prvih stikov z Evropejci sredi 17. st. stoletju so bili naseljeni na ozemlju današnje ameriške zvezne države Minnesota, kjer so kmetovali. Gojili so koruzo, buče in fižol ter nabirali divji riž iz manjših jezer in potokov. V začetku 18. stol. V 19. stoletju so zapustili območje in se naselili na območjih zahodno od reke Mississippi, v današnjih zveznih državah Severna Dakota in Južna Dakota. V tem času so začeli gojiti konje in loviti bivole . Potem ko so naselili območje okoli Black Hills v Južni Dakoti in reke Powder v Montani, so se povezali z Arapaho in potisnili Kiowe na južne planjave . Kasneje so Cheyenne proti zahodu potisnili številčnejši Siouxi . V 19. stoletju so jih Američani izgnali v rezervate.
Šajeni so kot ljudstvo nastali iz združitve dveh sorodnih plemen, Tsitsistas in Sutai. Po združitvi so se razdelili v 10 skupin. Poseljevali so območje od južnega Kolorada do Black Hills v Južni Dakoti. Borili so se proti svojim tradicionalnim sovražnikom Vranam in kasneje proti vojski Združenih držav (1856–79). Okoli 1830. Razdelili so se na severne in južne skupine, pri čemer so se nekateri odločili, da ostanejo blizu Black Hills in postanejo severni Šajeni , medtem ko so se drugi odločili, da ostanejo blizu reke Platte v osrednjem Koloradu in postanejo južni Šajeni .

## Prvotnih 10 skupin (band)
- - Hevéškėsenėhpȧho'hese (Iviststsinihpah)
  - Hévhaitanio (Heévȧhetaneo'o)
  - Masikota
  - Omísis (Ȯhmésėhese, the Notameohmésėhese proper)
  - Só'taeo'o (Oévemana, Severni in Južni)
  - Wotápio
  - Oivimána (Oévemana, Severni in Južni)
  - Hisíometanio (Hesé'omeétaneo'o or Issiometaniu)
  - Ohktounna (Oqtóguna)
  - Hónowa (Háovȯhnóva)

Po razdelitvi na južne in severne Cheyenne je 7 skupin in deli 2 skupin oblikovalo pleme Južnih Šajenov, medtem ko je 1 skupina in deli 2 skupin oblikovalo pleme Severni Šajeni.
Severni Šajeni
- Omísis (Ȯhmésėhese, the Notameohmésėhese proper)
- Severni Oivimána (Oévemanai)
- Só'taeo'o (Oévemana, Severni in Južni)

Južni Šajeni
- Hevéškėsenėhpȧho'hese (Iviststsinihpah)
- Hévhaitanio (Heévȧhetaneo'o)
- Masikota
- Só'taeo'o (Oévemana, Severni in Južni)
- Wotápio
- Oivimána (Oévemana, Severni in Južni)
- Hisíometanio (Hesé'omeétaneo'o or Issiometaniu)
- Ohktounna (Oqtóguna)
- Hónowa (Háovȯhnóva)

## Družbeni red
Šajeni so imeli svet 44 poglavarjev, kateri so odločali o najpomebnejših stvareh, ki so se dotiakle vsega plemena. Vsaka od 10 skupin je dala 4 člane sveta, preostali 4 člani pa so bili svetovalci članom sveta, ki so jih izvolile skupine (bands).
Velik pomen so imele vojskujoče se družbe. Ustvarjene so bili, da bi omogočile boljše načrtovanje vojskovanja, kazenskega pregona in izvajanja ritualov. Vsaka od teh družb je imela svoje obrede, kostume in svete predmete ter poglavarje.

## Tradicionalna prerijska kultura Cheyenne
Moški so jahali konje in lovili predvsem bivole, občasno pa so ropali sosednja ljudstva in se bojevali z njimi.  Ženske so izdelovale oblačila in šotore iz bivolje kože.   Nabirali so tudi korenine, jagode in druge koristne rastline.  Njihov življenjski slog je bil aktiven in fizično zahteven.